# Peperomia thorelii
Peperomia thorelii är en pepparväxtart som beskrevs av C. Dc.. Peperomia thorelii ingår i släktet peperomior, och familjen pepparväxter. Inga underarter finns listade i Catalogue of Life.